# Monika Piwon
Monika Piwon (* 6. März 1940 in Hamburg) ist eine Hamburger Politikerin der SPD und ehemaliges Mitglied der Hamburgischen Bürgerschaft.

## Leben und Politik
Piwon war Gleichstellungsbeauftragte beim Norddeutschen Rundfunk (NDR). Sie ist geschieden und hat zwei Kinder.

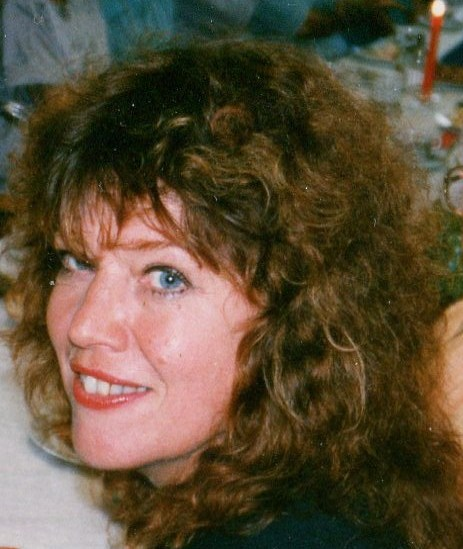
Monika Piwon

Sie trat 1971 in die SPD ein und hatte als aktives Parteimitglied mehrere verschiedene Ämter inne. Ab 1981 war sie hauptamtliche Landesgeschäftsführerin der SPD.
Sie war in der 14. Wahlperiode (1991 bis 1993) Mitglied der Hamburgischen Bürgerschaft. Sie saß für ihre Fraktion im Ausschuss für die Gleichstellung der Frauen, Stadtentwicklungsausschuss und Haushaltsausschuss.
Sie ließ sich nicht wieder für die Wahl zur Bürgerschaft aufstellen, weil sie zeitlich die Tätigkeit mit der Arbeit beim NDR nicht vereinbaren konnte. Sie war nach ihrer Tätigkeit in der Bürgerschaft Beisitzerin im Landesvorstand der „Arbeitsgemeinschaft sozialdemokratischer Frauen“.